# Фабрика целулозе и папира Приједор
Фабрика целулозе и папира Приједор - Целпак (Фабрика целулозе, Целпапир, Целпак) сулфитним поступком производи целулозу и од ње папир; врши прераду папира и производи папирну конфекцију. Почела је са радом 1950. године.

## Историјат фабрике
Фабрика целулозе и папира у Приједору основана је „Решењем“ Владе ФНРЈ, број IV br. 2936/47 од 24. августа 1947. године, a њена изградња је почела још у мају исте године на простору југоисточно од града Приједора на десним обалама ријека Милошевице, Гомјенице и Сане уз ускотрачну пругу Приједор – Дрвар , на парцели „Радетића гај“. Фабрику су градили стручни кадрови са простора цијеле тадашње државе постављани декретима Владе ФНРЈ, а физичка радна снага је готово искључиво било домицилно подкозарско становништво. Изградња је завршена, а фабрика свечано пуштена у рад 27. јула 1950. године. Послије фабрике целулозе, 27. јула 1960. године пуштена је у рад и фабрика папира. Обједињене фабрике 1961. године постају фабрика „Целпапир“, да би интегрисани са дрварском фабриком „Целпак“ постали РО „Целпак“. Данас је фабрика приватизована.
6. септембра 1950. године одржана прва сједница Радничког савјета.

## Фабрички технолошки процес
Прве машине и прва фабричка постројења у Фабрици целулозе и папира су добијени као ратна одштета Њемачке Југославији - репарација. Примарна дјелатност фабрике је производња целулозе из које се добија папир. Целулоза је бијела влакнаста материја без укуса и мириса, нетопљива у води и огранским растварачима. Главни је састојак ћелијских зидова биљака. Најраспрострањенији је полисахарид и најраширенији органски спој у природи. Целулоза се добија у фабричком технолошком процесу механичке и хемијске обраде одређених органских материја, а највише и најчешће дрвета. Посебним технолошким процесима од целулозе се добијају: папир, папирна амбалажа и конфекција, вата, памучна и текстилна влакна за текстилну индустрију, а од њених деривата производе се и лакови, експлозиви, љепила, целулоид, синтетска вата, тканина и др. Целулоза у овој фабрици се производи из дрвета. Оно се механички уситњава у такозване „сјечке“, које се испирају, кухају у аутоклавима или кухачима, и хемијски третирају у тзв. сулфитном поступку. Целулоза се у даљњем технолошком процесу добија цијеђењем, испирањем и по потреби сушењем, и она је тзв. „небјељена целулоза“. Зависно о намјени она се избијељује и добија се тзв. „бијељена“ целулоза. Послије добијене целулозе у Фабрици целулозе, из ње се, у посебном технолошком процесу, у Фабрици папира производи папир . Даљњим технолошким процесима настају многобројни производи од паприра.

## Значајни фабрички радници
Монтери бригадири који су градили фабрику: Светозар Кресојевић, Недељко Кокотовић Тарзан, Јосип Колчак, Радомир Бановић, Фрањо Домазет...Међу иноваторима за које се зна и ван Југославије, а који су унаприједили технологију прераде дрвета и целулозе били су: Рајко Богуновић, Вукашин Батоз Кашо, Раде Кантар, Јово Кнежевић. Први предсједник Радничког савјета био је Фрањо Домазет.
„Калоричну централу“, главни објекат за производњу струје у фабрици али и дијелу града водио је Лео Искра. Први професионални возачи камиона у фабрици али и граду били су: Бесим Кркић (дијамантна значка фабрике „Мерцедес“ за вожњу без саобраћајних прекршаја и незгода), Брацо Зуровац и Д. Ћатовић. За оснивање и вођење ватрогасног и стрељачког друштва заслужни су Стево Перетин и Бошко Зорић.
Директори: Јосип Месарић, Јарослав Кудера, Маријан Поточњак, Растко Милић, Илија Ћупурдија, Коста Челар, Асим Сушић, Абаз Терзић, в.д. Стојан Балтић, Мустафа Ћоралић, Драгомир Каурин; технички директори: Рудолф Шрам, Јарослав Кудера, Младен Карановић, Коста Челар, Драгослав Новаковић, Месуд Смаилагић, в.д. Јован Кадић, Душан Бановић; комерцијални директори: Жељко Корницер, Едгар Иглић, Тихомир Марошан, Јожа Врбанчич, Данко Дамјановић, Халид Бикић, Милан Војиновић, Драгомир Каурин, Екрем Синановић, Миле Балабан. Директор Маријан Поточњак је најуспјешнији директор у историји Фабрике. За вријеме његовог руковођења Фабриком производња и животни стандард радника су најбрже и највише узнапредовали, а у граду Приједору се највише градило.

## Фабрика радницима
У фабрици се бринуло о здрављу радника. Непосредно по пуштању Фабрике у рад те 1950. године у кругу фабрике изграђена је и амбуланта за здравствени надзор радника. 1958. године амбуланта прераста у Дом здравља и усељава у новоизграђену зграду у непосредној близини Фабрике . Први љекар који је пружао љекарску помоћ радницима Фабрике био је др Светозар Савић. Први запослени фабрички љекар био је др Ристо Зец, а први зубарски стручњак Хусеин Катица а потом и Срђо Срдић.
Транспарентност у управљању и пословању Фабриком обезбјеђује, а проблеме и радне успјехе биљежи, благовременим и тачним обавјештавањем фабрички лист. Први број ових новина изашао је из пера главног и одговорног уредника Бранка Тркуље 1. маја 1958.г. и звао се "Билтен", да би већ 27. маја исте године, промјенивши назив у "Целулоза", био промовисан у званично гласило Фабрике целулозе са мјесечним тиражем од 1500 примјерака.
Описмењавање радника вршио је Петар Јоксимовић који је био и први фабрикчки библиотекар.
У новооснованом културно умјетничком друштву "Петар Кочић" окупио се већ број радника и радничке и школске омладине у хорску, музичку, фолклорну, рецитаторску и драмску секцију. Ту су били Борис Овсењиков , Душан Суханек и Стјепан Перетин. Музичку секцију су основали инжењер Антун Донат и Јосип Зомбра чији је музичко дејловање значајно и за град Приједор.
У фабрици су постојале многобројне спортске и културне секције. Основан је фудбалски клуб „Цалулоза“, као и шаховски , боксерски и веслачки клуб. 1950. године, одмах по почетку рада Фабрике, у ресторану - кафани "Голубињаку", дрвеној сојеници са терасама, постављеној на десној обали ријеке Сане нешто изнад водостанице, основано је Поморско - бродарско друштво. Оснивачи су били Радомир Бановић, Младен Ђермановић и Салих Ковачевић. Ресторан је водио предратни угоститељ Драгутин Остојић. У изграђеном Дому спортова била је куглана са својим куглашким клубом као и библиотека. У склопу дома постојала је ресторан-сала у којој су гостовали тада први естрадни умјетници из цијеле државе, одржаване игранке и друге забаве. Ту се гледао и први телевизијски програм. Фабрика је омогућавала својим радницима одмор на мору у Биограду и Омишу под изузетно повољним условима плаћања.

## Значај фабрике
Готово сво домицилно становништво које је изградило фабрику и запослило се у њој. Тако је поратна незапосленост у великом проценту смањена. Животни стандар грађана Приједора се подигао.
Средствима фабрике изграђени су водовод и канализација, асфалтиране прве улице, направљени први ресторани и кафане. Изграђене су прве стамбене зграде и читава нова насеља зграда у улицама Вука Караџића, Илије Стојановића и Радничкој. Изграђени су и први приједорски солитери, као и зграда Општине Приједор, Аматерско позориште, хала спортова „Младост“. Направљени су први тениски терени, фудбалска игралишта и градски стадион. Фабрика целулоза одшколовала је својим стипендијама велики број најобразованијих суграђана.
Поред приједорске гимназије и Фабрика целулоза је судјеловала у културном и спортском животу града, мјењајући и унапређујући његов градски профил.

## Занимљивост
Улазнице на Свјеском првенству у фудбалу 1966. године у Енглеској биле су штампане на „Целпаковом папиру“.